# Sven Thiele
Sven Thiele (ur. 12 maja 1969) – wschodnioniemiecki, a od 1992 roku niemiecki zapaśnik startujący w stylu wolnym. Trzykrotny olimpijczyk. Szósty w Atlancie 1996; siódmy w Sydney 2000 i dziewiąty w Atenach 2004. Walczył w kategorii 120 – 130 kg.
Wicemistrz świata w 1995. Zdobył pięć medali na mistrzostwach Europy w latach 1996 - 2001. Pierwszy w Pucharze Świata w 2003; trzeci w 1999; czwarty w 2002 i piąty w 1998.
Siedemnastokrotny mistrz Niemiec w latach: 1992 - 2008, a trzeci na mistrzostwach NRD w 1987 roku.